# Registre national des enregistrements

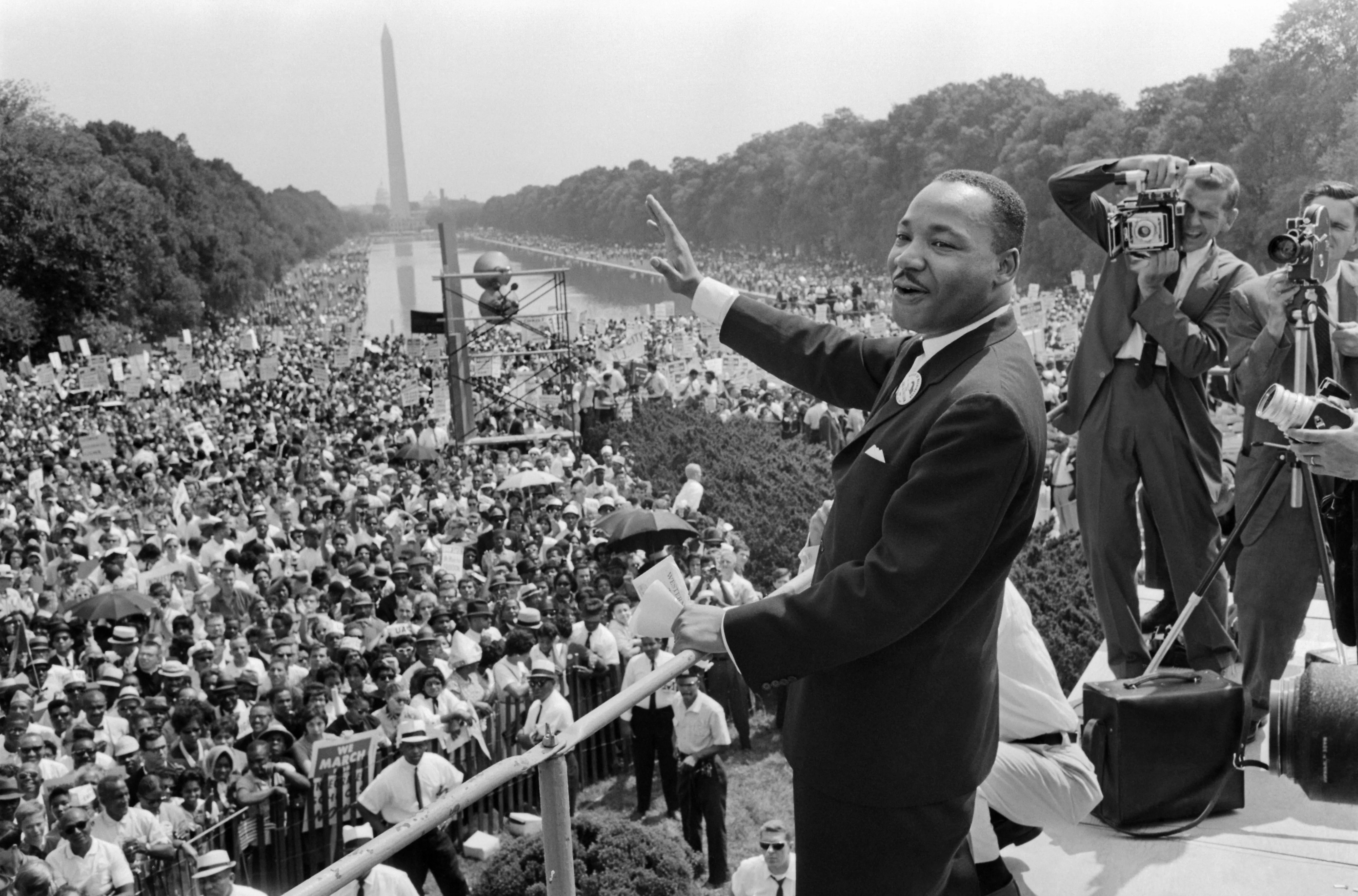
Registre national des enregistrements - Martin Luther King - I have a dream

Le Registre national des enregistrements (en anglais : National Recording Registry) est une collection d'enregistrements sonores préservés par la Bibliothèque du Congrès, institution du Congrès des États-Unis.

## Histoire
Le registre est créé après l'approbation par le Congrès des États-Unis du National Recording Preservation Act en 2000. L'objectif de la loi est d'attirer l'attention sur le besoin de conserver le patrimoine sonore américain. Michael Greene, CEO de la National Academy of Recording Arts and Sciences (NARAS), l'organisme professionnel américain qui organise la cérémonie des Grammy Awards, a soutenu le projet.
Les enregistrements sonores préservés sont sélectionnés par un comité consultatif de vingt membres constitué de musiciens, musicologues, archivistes et représentants de l'industrie du disque. Ils ont été jugés significatifs selon des critères culturels, historiques et esthétiques, et/ou représentatifs de la vie aux États-Unis,. Ils sont préservés par la Bibliothèque du Congrès.
La première sélection d'enregistrements sonores est annoncée en 2003 par le bibliothécaire du Congrès James Billington. Cinquante sont ajoutés annuellement durant les quatre premières années, puis vingt-cinq depuis 2007 (sélection 2006). La sélection 2012, annoncée en mars 2013, porte le total à 375.
En 2020, pour le centenaire de la radiodiffusion, un colloque au sujet des archives radiophoniques est organisé à Washington par la Radio Preservation Task Force, instance dépendant du Registre national des enregistrements.